# Castelletto d’Orba
Castelletto d’Orba (piemontesisch Castlèt d’Òrba, ligurisch Casteleto) ist eine Gemeinde in der italienischen Provinz Alessandria (AL), Region Piemont.

## Lage und Einwohner
Die Gemeinde Castelletto d’Orba liegt rund 30 km südlich von der Provinzhauptstadt Alessandria auf einer Höhe von 200 m über dem Meeresspiegel. Sie liegt nahe der Orba und der Autostrada dei Trafori. Das Gemeindegebiet umfasst eine Fläche von 14,25 km² und hat 1814 (Stand 31. Dezember 2023) Einwohner.
Die Nachbargemeinden sind Capriata d’Orba, Lerma, Montaldeo, San Cristoforo und Silvano d’Orba.

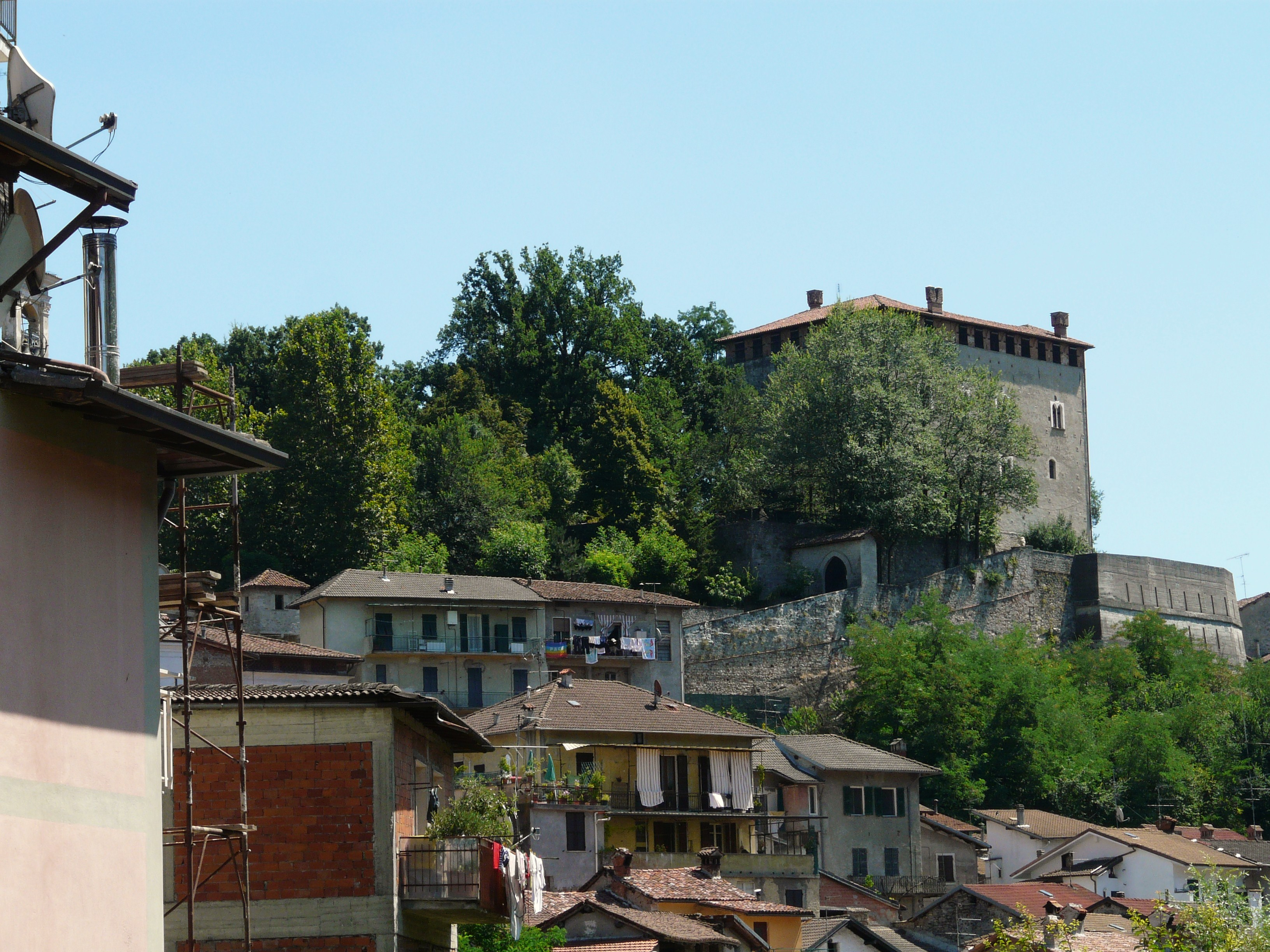
Castelletto d'Orba in Piemont

## Geschichte

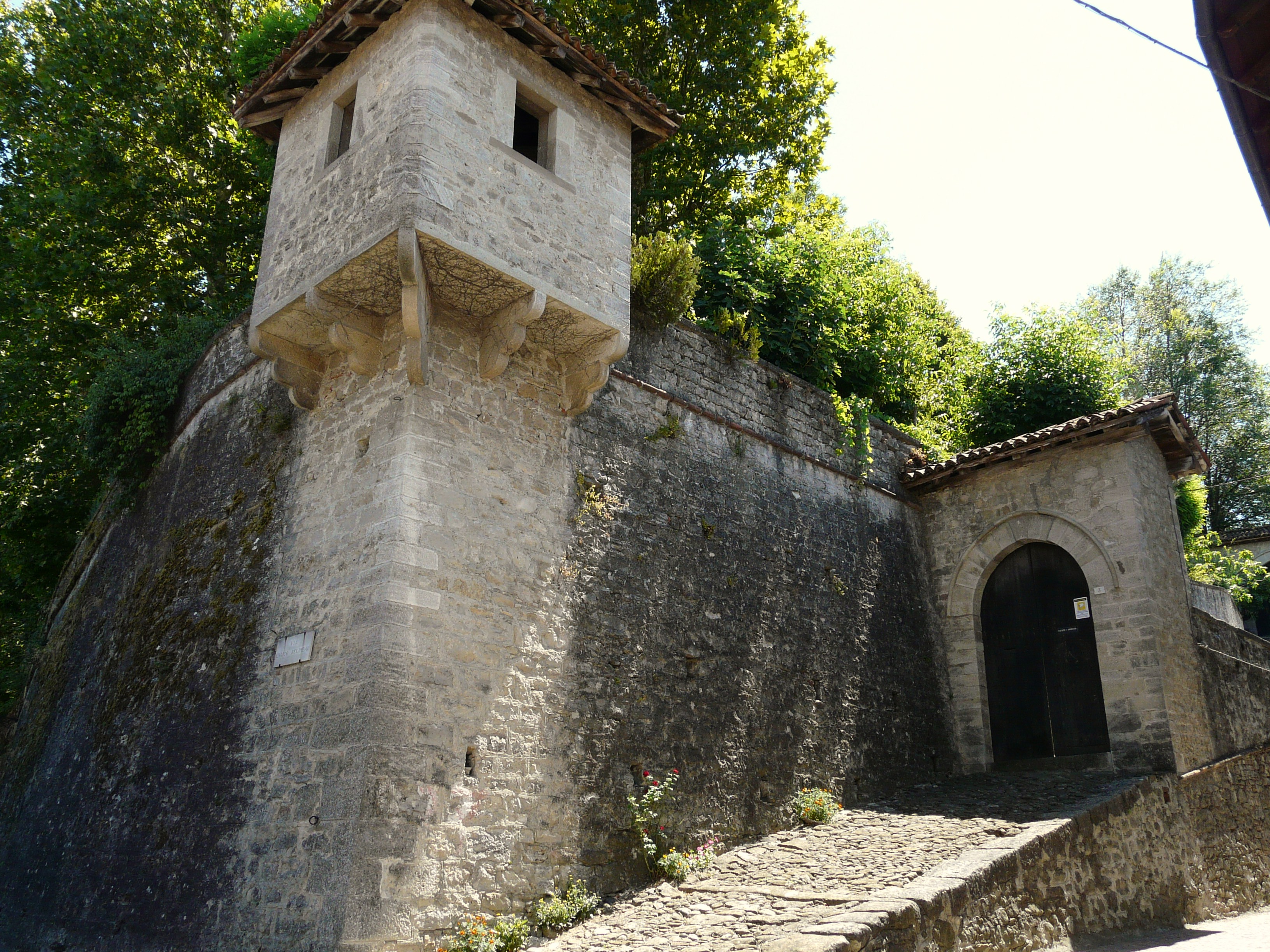
Castelletto d'Orba / Schloss

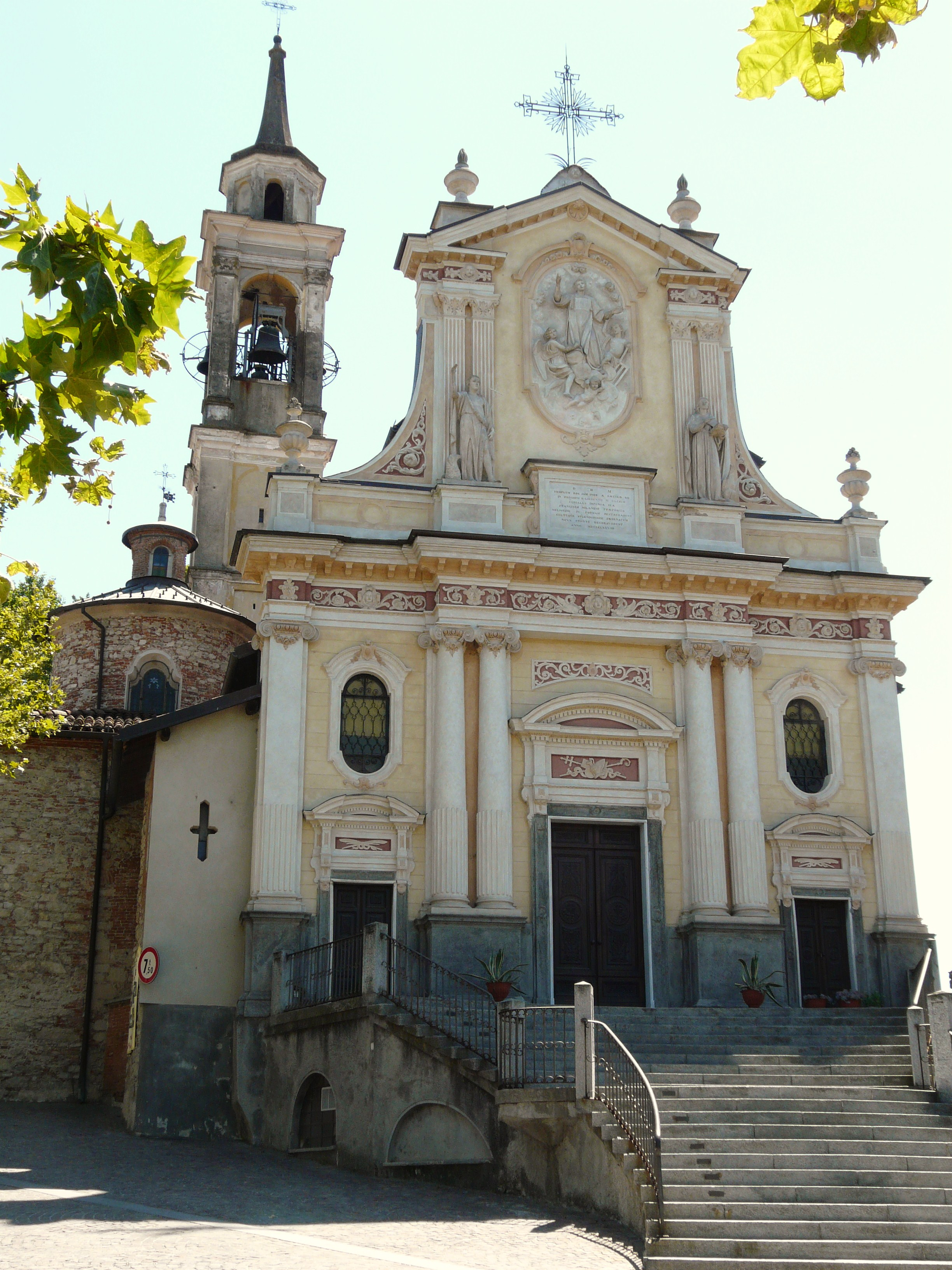
Kirche San Lorenzo

Der Ortsname ist eine Verkleinerungsform, die durch das Suffix -etto des spätlateinischen Begriffs Castellum gebildet worden ist, das „befestigter Ort“ heißt. Die erste urkundliche Erwähnung stammt aus dem Jahr 1142 mit der Form Castellettus, während aus dem Jahr 1200 das von Castellettus de Valle Urbe stammt, in dem das Vorhandensein derselben Determinante gefunden wird, die in der offiziellen italienischen Form verwendet wird. 
Die Siedlung wurde im Mittelalter, genau im 12. Jahrhundert, erbaut und gehörte den Markgrafen von Monferrato, bis seine Bewohner selbst beschlossen, sich der Gerichtsbarkeit der Gemeinde Alessandria zu unterwerfen. Im Jahr 1204 fiel es wieder an die Familie Monferrato. Im folgenden Jahrhundert kam es nach der Amtseinführung Heinrichs VII. zu Opizzino Spinola. 1481 wurde es stattdessen von der Familie Adorno aus Genua gekauft, unter deren Herrschaft es auch blieb, als es 1556 unter die Gerichtsbarkeit des Herzogs von Mantua kam.
Während des Spanischen Erbfolgekrieges wurde es wiederholt angegriffen. Im Jahr 1708 wurde es, wie viele andere Städte in der Gegend, eine savoyische Herrschaft. 
Seit 1881 befand sich in der Gemeinde eine Station der Straßenbahn Novi Ligure – Ovada, die 1953 ihren Betrieb einstellte.

## Sehenswürdigkeiten
- Die massive und quadratische Burg, die die Stadt überragt und vor dem Jahr 1000 von Aleramo erbaut und im 13. Jahrhundert renoviert wurde.[3]
- Die Kirche Sant'Innocenzo aus dem 12. Jahrhundert, die über eine schöne Steinfassade verfügt und im Inneren Fresken aus dem 15. Jahrhundert bewahrt.
- Die Pfarrkirche San Lorenzo, in der die Leichen der Heiligen Faustino und Teodoro aufbewahrt werden.
- Die Kirche Sant'Antonio, in deren Inneren wertvolle Statuen und ein unterirdisches Oratorium zu sehen sind. Hier wird der Leichnam von Sant'Innocenzo verehrt.
- Die Kapelle auf dem Albarola-Hügel.

## Wirtschaft
In Castelletto d’Orba werden Reben für den Dolcetto d’Ovada, einen Rotwein mit DOC-Status angebaut. Die Beeren der Rebsorten Spätburgunder und/oder Chardonnay dürfen zum Schaumwein Alta Langa verarbeitet werden.

## Töchter und Söhne der Stadt
- Andrea Cassulo (1869–1952), Bischof von Fabriano e Matelica, päpstlicher Diplomat